# Johann Melchior Molter
Johann Melchior Molter (Tiefenort, 10 febbraio 1696 – Karlsruhe, 12 gennaio 1765) è stato un compositore e violinista tedesco di musica barocca.

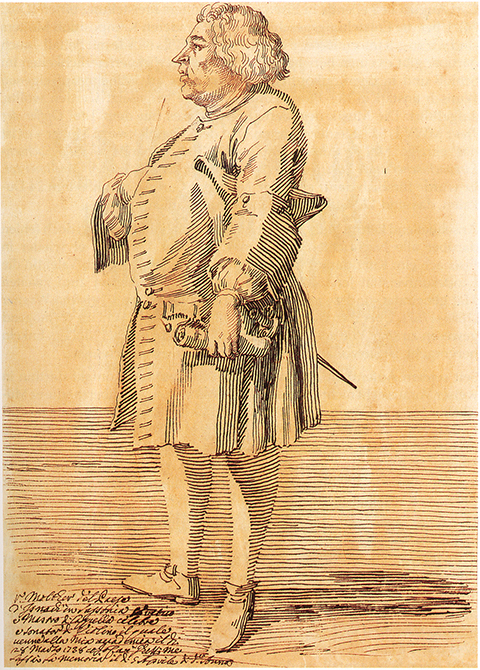
Johann Melchior Molter

Molter nacque a Tiefenort, presso Eisenach, città in cui studiò al locale ginnasio. Lasciò Eisenach nell'autunno del 1717 per lavorare come violinista presso Carlo III Guglielmo di Baden-Durlach, a Karlsruhe. Qui si sposò con Maria Salome Rollwagen, dalla quale ebbe otto figli.  Dal 1719 al 1721 studiò composizione in Italia. Dal 1722 al 1733 diresse l'orchestra di corte del Margravio di Baden-Durlach, a Karlsruhe. Nel 1734 divenne maestro di cappella alla corte di Guglielmo Enrico, Duca di Sassonia-Eisenach.
La moglie Maria morì nel 1737; nel 1742 Molter si risposò con Maria Christina Wagner. Nello stesso anno fece ritorno a Karlsruhe, nel cui ginnasio cominciò ad insegnare. Dal 1743 alla sua morte Molter fu assunto come maestro di cappella dal Margravio Carlo Federico di Baden, nipote del suo primo datore di lavoro.

## Opere
Le opere di Molter (non tutte giunte sino a noi) comprendono un oratorio; numerose cantate, sia sacre che profane; oltre 230 fra sinfonie, ouverture, e altre opere per orchestra; 43 concerti, inclusi alcuni dei primi concerti per clarinetto che siano mai stati scritti; e circa 100 pezzi di musica da camera. La Passione secondo Luca, precedentemente attribuita a Johann Sebastian Bach, è probabilmente opera di Molter.